# Microphorella acroptera
Microphorella acroptera är en tvåvingeart som beskrevs av Axel Leonard Melander 1927. Microphorella acroptera ingår i släktet Microphorella och familjen styltflugor.
Artens utbredningsområde är Kalifornien. Inga underarter finns listade i Catalogue of Life.